# Đội tuyển bóng đá bãi biển quốc gia Somalia
Đội tuyển bóng đá bãi biển quốc gia Somalia đại diện Somalia ở các giải thi đấu bóng đá bãi biển quốc tế và được điều hành bởi SFF, tổ chức quản lý bóng đá chuyên nghiệp ở Somalia.

## Đội hình hiện tại
Chính xác tính đến tháng 7 năm 2009
Ghi chú: Quốc kỳ chỉ đội tuyển quốc gia được xác định rõ trong điều lệ tư cách FIFA. Các cầu thủ có thể giữ hơn một quốc tịch ngoài FIFA.
| Số | VT | Quốc gia | Cầu thủ         |
| -- | -- | -------- | --------------- |
| 1  | TM |          | Adurahman Munir |
| 2  | TĐ |          | Samatar Mustafa |
| 3  | HV |          | Mukhtar Abdi    |
| 4  | HV |          | Mohamed Jamal   |
| 5  | HV |          | Kropf Pascal    |
| 6  | TĐ |          | Abukar Mohamed  |

| Số | VT | Quốc gia | Cầu thủ              |
| -- | -- | -------- | -------------------- |
| 7  | TĐ |          | Xaaji Nuur Maxamed   |
| 8  | HV |          | Abas Geesey          |
| 9  | TĐ |          | Abdi Hamdi           |
| 10 | TĐ |          | Abdulkadir Khadar    |
| 11 | TĐ |          | Liban"Fanax" Muhidin |

Huấn luyện viên: Ahmed Mohamed Ahmed

## Thành tích
- GE Money Beach Soccer Tour African Game vs. Sénégal